# Roman Kłosowski
Roman Kłosowski (Biała Podlaska, 14 de fevereiro de 1929 – Łódź, 11 de junho de 2018) foi um ator polonês.

## Biografia
Em seguida, na década de 1990, estrelou na série Świat według Kiepskich. Em 2008, retratou Nostradamus na comédia do filme de drama, Antes do Crepúsculo (Jeszcze nie wieczór).
Morreu em 11 de junho de 2018, aos 89 anos, em Łódź, na Polónia.

## Filmografia
- Celuloza, de Jerzy Kawalerowicz (1953)
- Człowiek na torze, de A. Munk (1956)
- Cień, de Jerzy Kawalerowicz (1956)
- Eroica, de A. Munk (1957)
- Ewa chce spać, de T. Chmielewski (1958)
- Baza ludzi umarłych, de Cz. Petelski (1958)
- Pętla ou The Noose, de Wojciech Has (1958)
- Giuseppe w Warszawie, de S. Lenartowicz (1964)
- Pierwszy dzień wolności, de Aleksander Ford (1964)
- Three Steps on Earth (1965)
- Hydrozagadka –  de Andrzej Kondratiuk
- Czterej pancerni i pies
- Czterdziestolatek,  de J. Gruza, TV series (1974–1976)
- Czy jest tu panna na wydaniu, de Janusz Kondratiuk (1976)
- Wielka majówka,  de K. Rogulski (1981)
- Big Bang, de Andrzej Kondratiuk (1986)
- Sonata marymoncka, de J. Ridan (1987)
- Koniec sezonu na lody,  de S. Szyszko (1987)
- I Love, You Love (1989)
- Kramarz, de A. Barański (1990)
- Dzień wielkiej ryby, de A. Barański (1996)
- Świat według Kiepskich, de O.Khamidow
- Rób swoje ryzyko jest twoje, de M. Terlecki (2002)
- Stacyjka, série de TV (2003-2004)
- Atrakcyjny pozna panią (2004)
- Niania (2005–2006) como tio Henio
- Jeszcze nie wieczór, de Jacek Bławut (2008)
- Ojciec Mateusz (2009)